# Pierre Kartner
Petrus Antonius Laurentius "Pierre" Kartner, född 11 april 1935 i Elst i Overbetuwe, Gelderland, död 8 november 2022 i Breda, Noord-Brabant, var en nederländsk musiker, låtskrivare och sångare som sjöng under aliaset Vader Abraham. 
Kartner började som artistbana som 8-åring när han vann en sångtävling i radion. Han har skrivit ledmotiven till en tidig tecknad film om Smurfarna samt till I Mumindalen. Han skrev Nederländernas bidrag "Ik ben verliefd (Sha-la-lie)" till Eurovision Song Contest 2010. Låten framfördes av Sieneke och hamnade på 14:e plats i semifinalen. Sedan 1998 hade Nederländerna inte sjungit på nederländska och efter 2010 har de inte heller gjort det. Han skrev 2002 en låt om Pim Fortuyn.
Kartner har utsetts till bästa kompositören i Nederländerna av Nederlandse Top 40. Han skrev även Nederländernas bidrag till Eurovision Song Contest 1973 "De Oude Muzikant". Den placerade sig på en 14:e plats. 
Pierre Kartner har släppt mer än 300 skivor och han har skrivit mer än 1600 låtar..